# Batalla de Noreya
La batalla de Noreya en 113 a. C., fue el enfrentamiento militar con el cual comenzó la guerra cimbria entre la República romana y dos tribus protogermánicas migratorias, cimbros y teutones. Esta finalizó en derrota romana.

## Antecedentes
Hacia el 120 a. C.,los cimbrios, un pueblo protogermánico de Jutlandia, inició su migración por una inundación que habría anegado sus tierras,marchando hacia el sur de la actual Alemania.Fue durante el consulado de Cneo Papirio Carbón y Cayo Cecilio Metelo Caprario que llegaron las primeras noticias sobre estos bárbaros.Ya habían chocado con los celtas que vivían en el bosque Hercínico; los boyos, expulsándolos a la cuenca del Danubio y luego siguieron contra los escordiscos.Estos pueblos constituían una barrera entre los pueblos de Europa Central y la República romana.Deseosos de conseguir botín, los germanos entraron en Iliria.Los celtas quizás estaban muy debilitados para hacer frente a la nueva amenaza por las guerras con Roma o quisieron usar a los recién llegados contra los romanos, así que los dejaron pasaral país de los tauriscos, quienes vivían en Nórico,y eran aliados de Roma.
Respecto a los teutones y ambrones, aunque algunas fuentes los mencionan en la batalla,estudiosos modernos como el alemán Theodor Mommsen creen que estos pueblos no se sumaron a la migración de los cimbrios hasta el año 103 a. C. aproximadamente.En cambio, el arquitecto e historiador alemán Walter Krüger tiene una teoría alternativa: cimbrios y teutones jamás fueron parte de la misma migración, solo coincidieron en el tiempo. Los primeros no venían de Jutlandia, ya que la arqueología niega que aquella región pudiera mantener una alta población en esa época, sino de los Balcanes.De hecho, el mismo Estrabón menciona una hipótesis diferente de su origen: que vendrían del Bósforo Cimerio, de ahí el nombre que le daban los griegos: Cimbri Cimmerii. Según esa teoría, cimbrios sería una corrupción de cimerios.

## Fuerzas enfrentadas
El ejército de Carbón era la fuerza romana típica de la época: unas dos legiones de ciudadanos romanos y otras tantas alae aportadas por los socii itálicos. En total, unos 20.000 a 25.000 soldados, de los que 10.000 a 12.000 eran ciudadanos romanos.
Según Kruger, los cimbrios eran acompañados por tribus balcánicas y de las estepas de Europa Oriental. La fuerza se compondría de unos 15.000 cimbrios, a los que se sumaron 10.000 escordiscos como mínimo y unos 5.000 jinetes getas y sármatas.

## Batalla
Apiano dice que una numerosa horda empezó a saquear Nórico, momento en que un ejército consular al mando de Carbón ocupó los pasos alpinos por miedo a que intentaran seguir a la península itálica.Posiblemente se instaló en los Alpes cárnicos,no lejos de Aquilea, la ciudad italiana más cercana a Nórico.Como los bárbaros no se acercaron a Italia, el cónsul marchó a enfrentarlos, pues era la costumbre romana ayudar a sus aliados, pero estos enviaron embajadores asegurando que no sabían de la relación entre Roma y Nórico y que desde ese día se mantendrían alejados de sus fronteras.El poderío de la República era conocido en territorios muy lejanos y bastaba para intimidar.
El cónsul felicitó a los embajadores y acordó la paz, enviándolos con guías propios en retorno con su gente. Sin embargo, ordenó a los guías seguir el camino más largo, mientras él y su ejército marchaban por uno más corto para sorprender a los cimbrios. En los bosques cercanos a la ciudad de Noreya,atacó por sorpresa a los germanos, quienes habían desistido de las hostilidades. Mas el combate fue desfavorable para los romanos y sufrieron grandes pérdidas, pudiendo haber muerto todos si no hubiera anochecido y se desatara una tormenta eléctrica que atemorizó a los bárbaros, cesando la lucha. Los romanos huyeron en grupos pequeños y después de tres días se juntaron en el bosque.

## Consecuencias
Los germanos decidieron seguir hacia la Galia,viendo la enorme riqueza que conseguían estos invasores, se les unieron los toygeni y tigurinos, tribus de la confederación de los helvecios.Habría que esperar una década para que Cayo Mario los derrotara definitivamente.Según Tácito, a fines del siglo I aún existían los cimbrios a orillas del Rin pero eran una tribu muy débil.Supuestamente, los nervios eran descendientes de los teutones y cimbrios.Carbón se suicidó para evitar el destierro,después de ser acusado por Marco Antonio el Orador por su derrota.

### Antiguas
- Apiano. Guerras de las Galias (fragmentos). Libro IV de Historia Romana. Digitalizado por Livius. Basado en traducción griego-inglés por Horace White, notas de Jona Lendering, 2005. Al citarse se numeran los fragmentos con la fuente en la que aparecen.
- Estrabón. Geografía. Libros V y VII. Digitalizado por Perseus. Basado en Hans Claude Hamilton, Londres: George Bell & Sons, volumen I, 1903.
- Tácito. Germania. Digitalizado por Perseus. Basado en traducción latín-inglés por Alfred John Church, edición de William Jackson Brodribb & Lisa Cerrato, Random House, 1942.
- Tito Livio. Periocas. Versión digitalizada en 2003 por Livius. Basada en The Latin Library, edición corregida con la edición de Paul Jal, Budé-edition, 1984. Traducción latín-inglés por Jona Lendering & Andrew Smith. Es un índice y resumen de una edición del siglo IV de su obra Ab Urbe condita (hoy mayormente perdida).

### Modernas
- Duncan, Mike (2017). The Storm before the Storm. Nueva York: PublicAffairs. ISBN 978-1-5417-2403-7.
- Krüger, Walter (2018). Die Kimbern und Teutonen kamen nicht aus Jütland: Eine alternative Darstellung. Tredition. ISBN 9783746927527.
- Mommsen, Theodor (1871). La Revolución. Tomo IV de History of Rome. Nueva York: Charles Scribner. Traducción alemán-inglés por William Purdie Dickson.
- Santosuosso, Antonio (2008). Storming The Heavens: Soldiers, Emperors, And Civilians In The Roman Empire. Boulder; Oxford: Westview Press. ISBN 978-0-78674-354-4.

- Datos: Q657620